# Txukanovita
La txukanovita o chukanovita és un mineral de la classe dels carbonats que pertany al grup de la rosasita. Rep el seu nom en honor del físic i mineralogista rus Nikita V. Txukànov, especialista en espectroscòpia d'infraroig.

## Característiques
La txukanovita és un carbonat de fórmula química Fe₂(CO₃)(OH)₂. Cristal·litza en el sistema monoclínic. La seva duresa a l'escala de Mohs és de 3,5 a 4. És l'anàleg mineral amb ferro de la malaquita.
Segons la classificació de Nickel-Strunz, la txukanovita pertany a «05.BA: Carbonats amb anions addicionals, sense H₂O, amb Cu, Co, Ni, Zn, Mg, Mn» juntament amb els següents minerals: atzurita, georgeïta, glaucosferita, kolwezita, malaquita, mcguinnessita, nul·laginita, pokrovskita, rosasita, zincrosasita, auricalcita, hidrozincita, holdawayita, defernita, loseyita i sclarita.

## Formació i jaciments
És un producte de l'alteració terrestre del ferro en meteorits. Va ser descoberta al meteorit Dronino, trobat al raion de Kassímov (Província de Riazan, Rússia). També ha estat descrita en el meteorit Morasko, trobat a Poznań (Voivodat de Gran Polònia, Polònia). Es tracta dels dos únics indrets on ha estat trobada aquesta espècie mineral; tot i que també ha estat observada com a producte de corrosió antropogènica al bescanviador d'aigua calenta d'una planta industrial a Beringen, Suïssa. Un anàleg sintètic també es va obtenir com a producte de les interaccions Fe-argila durant el refredament simulat de recipients en dipòsits de residus radioactius.